# تی. اس. الیوت
تی. اِس. اِلیوت با نام کامل توماس استرنز الیوت (به انگلیسی: Thomas Stearns Eliot) (زادهٔ ۲۶ سپتامبر ۱۸۸۸ – درگذشتهٔ ۴ ژانویهٔ ۱۹۶۵) شاعر، نمایشنامه‌نویس، منتقد ادبی و ویراستار آمریکایی-بریتانیایی بود. او با آثاری چون «خراب آباد» (۱۹۲۲) که به فارسی به نام‌های سرزمین هرز، بیابان برهوت و سرزمین بی‌حاصل نیر ترجمه شده است، و «چهار کوارتت» (۱۹۴۳)، از پیشتازان بزرگ جنبش نوسازی و مدرنیسم شعر غربی به‌شمار می‌رود. سبک بیان، سرایش و قافیه‌پردازی وی، زندگی دوباره‌ای به شعر انگلیسی بخشید. انتشار «چهار کوارتت» الیوت، او را به عنوان برترین شاعر انگلیسی‌زبان در قید حیات در زمان خود، به دنیا شناساند و در سال ۱۹۴۸، نشان «مِریت» و جایزهٔ نوبل ادبیات را از آن خود کرد.

## زندگی
الیوت در «سنت لویی» ایالت «میزوری» آمریکا و در خانوادهٔ صاحب نامی که اصالتاً اهل نیوانگلند بودند، به دنیا آمد. پدرش هنری ور الیوت یک تاجر موفّق بود و مادرش شارلوت چامپ استرنز شاعری بود که در خدمات اجتماعی نیز فعالیت می‌کرد. توماس آخرین فرزند از ۶ فرزند پدر و مادرش بود. چهار خواهر او بین یازده تا نوزده سال از او مسن‌تر بودند و تنها برادرش نیز هشت سال از او بزرگ‌تر بود. الیوت از سال ۱۸۹۸ تا ۱۹۰۵ در آکادمی اسمیت (Smith Academy) که مدرسه‌ای پیش دانشگاهی برای دانشگاه واشینگتن بود درس خواند. او در این آکادمی زبان‌های لاتین، یونانی، فرانسوی و آلمانی را فرا گرفت. وقتی از آنجا فارغ‌التحصیل گردید، می‌توانست تحصیلات خود را مستقیماً در دانشگاه هاروارد ادامه بدهد ولی پدر و مادرش او را برای یک سال آمادگی بیشتر به آکادمی میلتون واقع در میلتون، ماساچوست در نزدیکی بوستن فرستادند. او در دانشگاه، تحت تأثیر تفکرات ضد رمانتیسمی اروینگ ببیت قرار گرفت و رساله خود را در مورد کارهای اف. اچ. بردلی نوشت.
او از سال ۱۹۰۶ به مدت سه سال در دانشگاه هاروارد درس خواند و در سال ۱۹۰۹ با درجهٔ لیسانس از آنجا فارغ‌التحصیل گردید و سال بعد دورهٔ فوق لیسانس را در همان دانشگاه بپایان رساند. الیوت درفاصلهٔ سال‌های ۱۹۱۰ و ۱۹۱۱ در پاریس زندگی کرد و هم‌زمان با ادامه تحصیلات در دانشگاه سوربن به شهرهای مختلف اروپا نیز سفر می‌کرد. در سال ۱۹۱۱ به دانشگاه هاروارد بازگشت تا دورهٔ دکترای فلسفه را در آنجا بگذراند. الیوت در سال ۱۹۱۴ وقتی ۲۵ سال داشت به بریتانیا مهاجرت کرد و در همان سال، یک بورس تحصیلی در کالج مرتن در آکسفورد انگستان به او اهدا شد. وقتی جنگ جهانی اول آغاز گردید الیوت ابتدا به لندن و سپس به آکسفورد رفت.

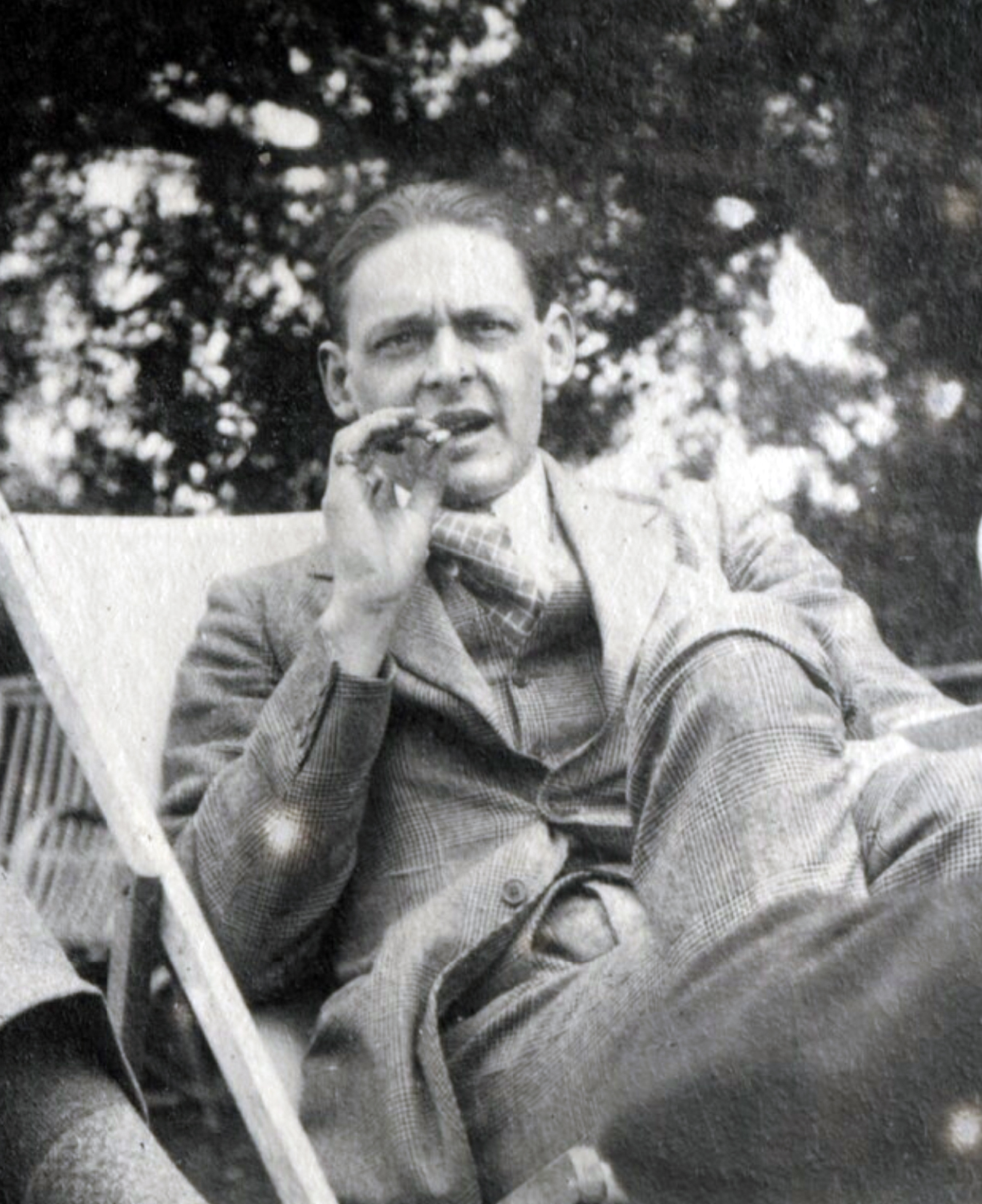
در سال ۱۹۲۳

الیوت در سال ۱۹۱۵ وقتی ۲۶ سال داشت با ویویان های-وود که ۲۷ ساله بود ازدواج کرد. وقتی این زوج که به تازگی ازدواج کرده بودند در آپارتمان برتراند راسل اقامت داشتند، برتراند به ویویان دلبستگی پیدا کرد و حتی نقل شده است که آن دو مخفیانه روابط عاشقانه نیز با هم برقرار کرده بودند. اما صحت این شایعات هرگز مورد تأیید قرار نگرفته‌اند. ویویان اغلب بیمار بود و از یک بیماری مزمن ناشناخته رنج می‌برد که باعث شد الیوت به کار معلمی روی آورد تا بتواند مخارج سنگین درمان و تأمین معاش را در دوران سخت جنگ جهانی بپردازد. خانواده او در آمریکا با این ازدواج مخالف بودند.
الیوت بعد از ترک کالج مرتن به‌عنوان معلم مدرسه مشغول به کار شد و در سال ۱۹۱۷ در بانک لوید لندن استخدام گردید. در سال ۱۹۲۷ بانک لوید را ترک کرد و مدیریت مؤسسه انتشاراتی فابر و گویر (بعدها فابر و فابر) را به عهده گرفت و تا آخر عمر در این سمت باقی‌ماند.
در سال ۱۹۲۷ الیوت قدم بزرگی در زندگی اش برداشت. او بعد از آنکه در ژوئن آن سال تغییر مذهب داد، چند ماه بعد در ماه نوامبر به تابعیت آمریکایی خود نیز پایان داده و به تابعیت انگلستان درآمد. در سال ۱۹۳۲ وقتی که مدتها بود در فکر جدا شدن از همسرش بود از طرف دانشگاه هاروارد به وی پیشنهاد شد در سال تحصیلی ۱۹۳۳–۱۹۳۲ با سمت استادی در آن دانشگاه مشغول به کار شود. او این پیشنهاد را قبول کرد و ویویان را در انگلستان باقی گذاشت و خود به آمریکا رفت. وقتی در سال ۱۹۳۳ به انگلستان بازگشت به‌طور رسمی از ویویان جدا شد. ویویان چند سال بعد در ۱۹۴۷ در یک بیمارستان روانی در شمال لندن چشم از جهان فروبست.
ازدواج دوم الیوت ازدواجی موفق ولی کوتاه بود. در ۱۰ ژانویه ۱۹۵۷ با اسمه والری فلچیر که در شرکت فابر و فابر منشی خود او و ۳۸ سال از وی جوانتر بود، پیوند زناشویی بست. الیوت که سال‌ها بود به دلیل آب و هوای لندن و سیگار کشیدن‌های مکرر خود از سلامتی کامل برخوردار نبود بالاخره در ۴ زانویه ۱۹۶۵ بر اثر بیماری امفیزما (بزرگ شدن و اتساع عضوی از بدن) در لندن درگذشت. جسد وی سوزانده شده و خاکستر آن بنا بر وصیت خود او به کلیسای سنت میشل در دهکده‌ای که اجداد او از آنجا به آمریکا مهاجرت کرده بودن منتقل گردید. در دومین سالگرد درگذشت او و برای بزرگداشت خاطره وی، در کف قسمتی از وست مینستر ابی که به «گوشه شاعران» معروف است، سنگ بزرگی به نام و به یاد او تخصیص داده شد.

## شعر
ام سی بردبروک  M. C. Bradbrook در باره سبک تی‌اس الیوت می‌نویسد:
«شعار نخستین الیوت که در دوران جنگ جهانی اول منتشر شد، با ایجاز و طنز و طعنه، نگرانی‌های ناچیز و تشویش‌های بیهوده اجتماعی و تهی مغزی پنهان جامعه رفیع لندن و باستون را تصویر می‌کند. دنیایی که وی به نمایش می‌گذارد دنیای رمان‌های هنری جیمز است: دنیایی که در آن بانوان سترون محترمه رد و قبولشان را تنها با یک پرده اختلاف خفیف بیان می‌کنند؛ دنیایی که  در آن سرمایه‌داران فاسد و اشراف منحط به دنبال بده‌بستان‌های اجتماعی‌شان هستند؛ و دنیایی که در آن حسابرسی نهایی صرفا آشکار می‌کند که «زندگی‌ام را با قاشق جایخوری پیمانه کرده‌ام» ای.ام.فورستر در مقاله «تی.اس.الیوت» (هرمن ابینجر، 1936) لذتی را که از کشف کتاب کوچکی از الیوت در دوره نقاهتش در قاهره به وی دست داده است چنین وصف می‌کند:
زیرا در آن دنیای وحشت عظیم چه چیزی جز ایما و اشاره‌های کوچک دال بر ناهمرایی می‌توانست قابل تحمل باشد؟ آنکه توانش را در برابر جنگ آزمود و قامت برافراشت و به هیولای سخت جان جنگ گفت: «گورت را گم کن» بر زمین افتاد و به ناگه مشتی غبار شد. اما آنکه توانست کناره گیرد و از با نوان محترمه و اتاق‌های پذیرایی‌شان شکوه کند ذره‌ای از حرمت نفس ما را حفظ کرد همو بودکه میراث انسانی را تداوم بخشید...»

علی‌رغم قدر و مقامی که الیوت در شعر و شاعری دارد، تعداد شعرهایی که او سروده است آنچنان زیاد نیست. وی شعرهایش را ابتدا در نشریات ادبی یا کتاب‌ها و جزوه‌های کوچک که معمولاً فقط حاوی یک شعر بودند منتشر می‌کرد. سپس آن شعرها را در مجموعه‌هایی گرد می‌آورد و به دست چاپ می‌سپرد. اولین مجموعه‌شعری که از او به چاپ رسید پرافراک و دیگر ملاحظات نام داشت که در سال ۱۹۱۷ منتشر شد. الیوت بیشر شعر معروفش: ترانهٔ عاشقانهٔ جی. آلفرد پرافراک را، که در آن جی. آلفرد پرافراک مردی میان‌سال است، وقتی که تنها ۲۲ سال داشت، سرود. همچنین، ترانه‌های وی برای اثر موزیکال معروفِ گربه‌ها استفاده شد.

## نمایشنامه
هفت نمایشنامه از جمله قتل در کلیسای جامع

## نقد نویسی
تی.اس. الیوت علاوه بر شاعری، در زمینه نقد نویسی مدرن نیز فعالیت داشت و یکی از بزرگ‌ترین نقد نویسان ادبی قرن بیستم به‌شمار می‌آید. هوش منتقدانه بالا، تعلیمات علمی عالی در فلسفه و تجربه سختیهای زندگی، همه باعث شد او نگاهی منتقدانه و منحصر به فرد به ادبیات پیدا کند. بسیاری از عقیده‌های او خیلی زود پس از انتشار، تبدیل به اصول اعتقادی معاصرانش می‌شدند. در نهایت، نظریه‌های او به همراه مقالات آی.ای. ریچاردز، اساس نقد نوین را پایه‌ریزی نمود که از مهم‌ترین مکاتب فکری ادبی در قرن بیستم به‌شمار می‌آید. همچنین، مقاله‌هایی که او نوشت در احیاء علاقه و توجه به شاعرانی که شعرهای ماوراءالطبیعی می‌سرودند نقش عمده‌ای داشته‌اند. الیوت در نقد نویسی و نویسندگی نظری مدافع بهم پیوستگی عینی بوده است. بهم پیوستگی عینی به این معنی است که هنر باید نه از طریق بیان احساسات شخصی بلکه از راه استفاده عینی از نمادهای جامع و فراگیر خلق گردد.

## آثار ترجمه شده به فارسی
- سرزمین هرز، توماس استرنز الیوت، بهمن شعله‌ور (مترجم)، تهران: نشر چشمه
- سرزمین بی‌حاصل، توماس استرنز الیوت، جواد علافچی (مترجم)، تهران: نیلوفر
- خراب‌آباد: معجزه قرن بیستم، توماس استرنز الیوت، حامد نوری (مترجم)، محمد حامد نوری (مترجم)، تهران: آزاد پیما
- کوکتیل پارتی، توماس استرنز الیوت، نکیسا شرفیان (مترجم)، بهمن حمیدی (ویراستار)، تهران: نشر لاهیتا
- گربه‌های اهل عمل، تی اس الیوت، جواد دانش‌آرا (مترجم)، تهران: نیلوفر
- چهارشنبه خاکستر، توماس استرنز الیوت، بیژن الهی (مترجم)، تهران: ناشر پیکره
- چهار کوارتت، ت.س. الیوت، حامد سلیمان‌تبار (مترجم)، تهران: مانیاهنر
- چهار کوارتت، توماس استرنز الیوت، جواد دانش‌آرا (مترجم)، تهران: نیلوفر
- منشی رازدار، تی.اس. الیوت، معصومه بوذری (مترجم)، تهران: نشر قطره
- سیاستمدار مهتر، توماس استرنز الیوت، معصومه بوذری (مترجم)، تهران: انتشارات افراز